# Monocentrota favonii
Monocentrota favonii är en tvåvingeart som beskrevs av Chandler 1987. Monocentrota favonii ingår i släktet Monocentrota och familjen platthornsmyggor. Inga underarter finns listade i Catalogue of Life.